# Годвин, Невилл
Невилл Годвин (англ. Neville Godwin) — бывший южноафриканский профессиональный теннисист, тренер. Победитель юниорского US Open 1993 года в парном разряде в дуэте с Гаретом Уильямсом.

## Карьера
Свою профессиональную карьеру Годвин начал в 1994 году. Его наивысшим достижением является победа на турнире в Ньюпорте (2001), где в финале переиграл британца Мартина Ли — 6:1, 6:4. В марте 1997 года он достиг 90-й строчки мирового рейтинга ATP, что стало лучшим результатом в карьере. В парном разряде Годвин доходил до 57-го места.
На турнирах Большого шлема Невилл Годвин выступал в целом неудачно. Его высший результат был достигнут на Уимблдонском теннисном турнире 1996 года, где он дошёл до 4-го круга, пройдя итальянца Кристиано Каратти, своего соотечественника Гранта Стаффорда и немца Бориса Беккера. Дальше пройти ему помешал лишь Алекс Радулеску.
Карьера Годвина-игрока завершилась в 2003 году. Годвин стал тренером. На протяжении пяти лет он работал в йоханнессбургском теннисном клубе «Уондерерс», прежде чем стать наставником южноафриканского профессионала Кевинa Андерсона.

## Личная жизнь
Невилл Годвин проживает в Йоханнесбурге с супругой Никки и двумя детьми — сыновьями Оливером и Джеймсом. Увлекается гольфом, регби и крикетом, любит музыку.